# Axel H. Ågren
Axel Hugo Ågren, född 28 augusti 1855 i Åmål, död 23 juni 1945 i Göteborg, var en svensk företagsledare och donator. Han är mest känd för att år 1911 ha etablerat Ågrenska konvalescenthemmet på Lilla Amundön, med plats för 55 patienter.
Axel Ågren gjorde kontorspraktik i Karlstad 1873–1883, i Göteborg 1883–1886, bedrev språkstudier i Hamburg och London 1886–1887, grundade tillsammans med James Carnegie Wemyss firman Ågren & Wemyss 1887 samt var därefter ensam innehavare under firmanamn Axel H. Ågren 1894. Han var styrelseledamot och kassaförvaltare i Göteborgs barnsjukhus tills den nya styrelse- och förvaltningsreformen trädde ikraft, styrelseledamot och kassaförvaltare i Göteborgs arbetareinstitut, styrelseledamot i Skandinaviska Kredit AB, Brand- och Livförsäkrings AB Svea, Sjöförsäkrings AB Gauthiod, Rederi AB Svenska Lloyd, Göteborgs Sparbank, Västergötland-Göteborgs järnvägs AB, Trävaru AB Dalarne och Göteborgs Sand AB.
Ågren blev riddare av Vasaorden 1913. Han är begravd på Östra kyrkogården i Göteborg.

## Familj
Ågren var son till hantverkaren Anders Ågren och Maria Elisabeth Ågren, född Bolander. Han gifte sig 1892 med Louise Schmidt (1867–1940), dotter till köpman Gustav Schmidt och Doris Schmidt, född Ahlmann.

## Donationer i urval
- 100 000 kronor, ackumulerat 1905–1911 för förvärv av Lilla Amundön samt Ågrenska anstaltens uppförande, som annex till Göteborgs barnsjukhus.[3]
- 16 000 kronor, år 1914 till konvalescenthemmet på Lilla Amundön.
- 13 500 kronor, år 1915.
- 62 500 kronor, år 1916, varav 50 000 till Barnsjukhuset till "befrämjande av fortbeståndet och utvecklingen såväl i praktiskt som vetenskapligt hänseende, av det annex till barnsjukhuset i Göteborg, som benämns Ågrenska konvalescenthemmet".[4]
- 13 500 kronor, år 1920.[5]